# Gavaudun
Gavaudun ist eine französische Gemeinde mit 304 Einwohnern (Stand 1. Januar 2022) im Département Lot-et-Garonne in der Region Nouvelle-Aquitaine (vor 2016: Aquitanien). Sie gehört zum Arrondissement Villeneuve-sur-Lot und zum Kanton Le Haut Agenais Périgord.
Der Name der Gemeinde leitet sich von den Gabalier ab, ein keltischer Stamm, der ursprünglich im Gévaudan heimisch war.
Die Einwohner werden Gavaudunois und Gavaudunoises genannt.

## Geographie
Die Gemeinde Gavaudun liegt ca. 25 Kilometer nordöstlich von Villeneuve-sur-Lot in der historischen Provinz Agenais an der Grenze zum Département Dordogne.
Umgeben wird Gavaudun von den acht Nachbargemeinden:
| Vergt-de-Biron (Dordogne)   | Biron (Dordogne) Lacapelle-Biron            | Blanquefort-sur-Briolance |
| Paulhiac Montagnac-sur-Lède | Kompassrose, die auf Nachbargemeinden zeigt | Cuzorn                    |
|                             | Salles                                      |                           |

Gavaudun liegt im Einzugsgebiet des Flusses Garonne.
Die Lède, ein Nebenfluss des Lot, durchquert das Gebiet der Gemeinde zusammen mit ihrem Nebenfluss, dem Ruisseau de Clairfond.
Zwei Nebenflüsse der Lémance, der Ruisseau de Lasbozios und der Ruisseau du Vignal, entspringen in Gavaudun.
Der abflusslose Ruisseau de Beldina bewässert ebenfalls das Gemeindegebiet.

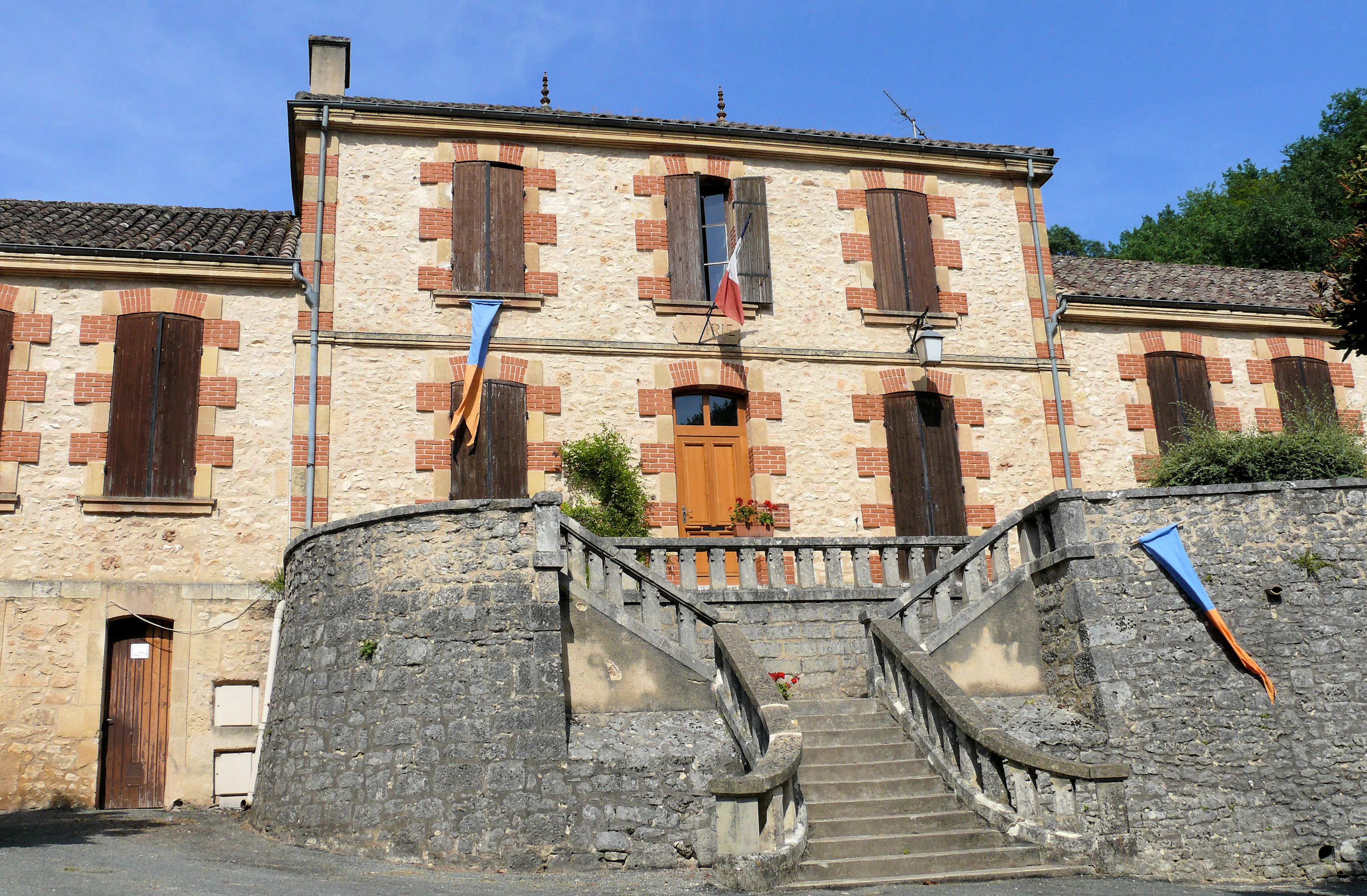
Mairie Gavaudun

## Geschichte
Die Felswand gegenüber der Burg Gavaudun und in der Nähe der Lède ist seit der Urgeschichte besiedelt worden. Bei Ausgrabungen in der Grotte Le Milieu wurden menschliche Gebeine aus den Epochen des Moustérien und des Aurignacien entdeckt.
Die Lède hatte schon früh einen großen Einfluss auf die örtliche Wirtschaft. Auf sechs Kilometern waren einst acht Wassermühlen in Betrieb. Auf den Höhen des Kalksteingebirges befinden sich Sedimente mit eisenhaltigen Mineralien, die Kastanienbäume tragen. Die Erzverhüttung mithilfe von Holzkohle wurde vermutlich schon vor Beginn unserer Zeitrechnung vorgenommen, wie Spuren in Form von Schlacke belegen. Ungefähr vom 15. Jahrhundert an verlagerte sich die Verarbeitung in das Flusstal, um von der Wasserkraft zu profitieren. Im 17. Jahrhundert wurden drei Mühlen in Papiermühlen umgewandelt. Einen Teil des Papiers wurde bis in die Niederlande exportiert. Diese beiden wirtschaftlichen Aktivitäten wurden gegen Mitte des 19. Jahrhunderts aufgegeben. Eine Wollspinnerei war bis 1988 in Betrieb.

Urgeschichtliche Artefakte aus Fundorten in Gavaudun
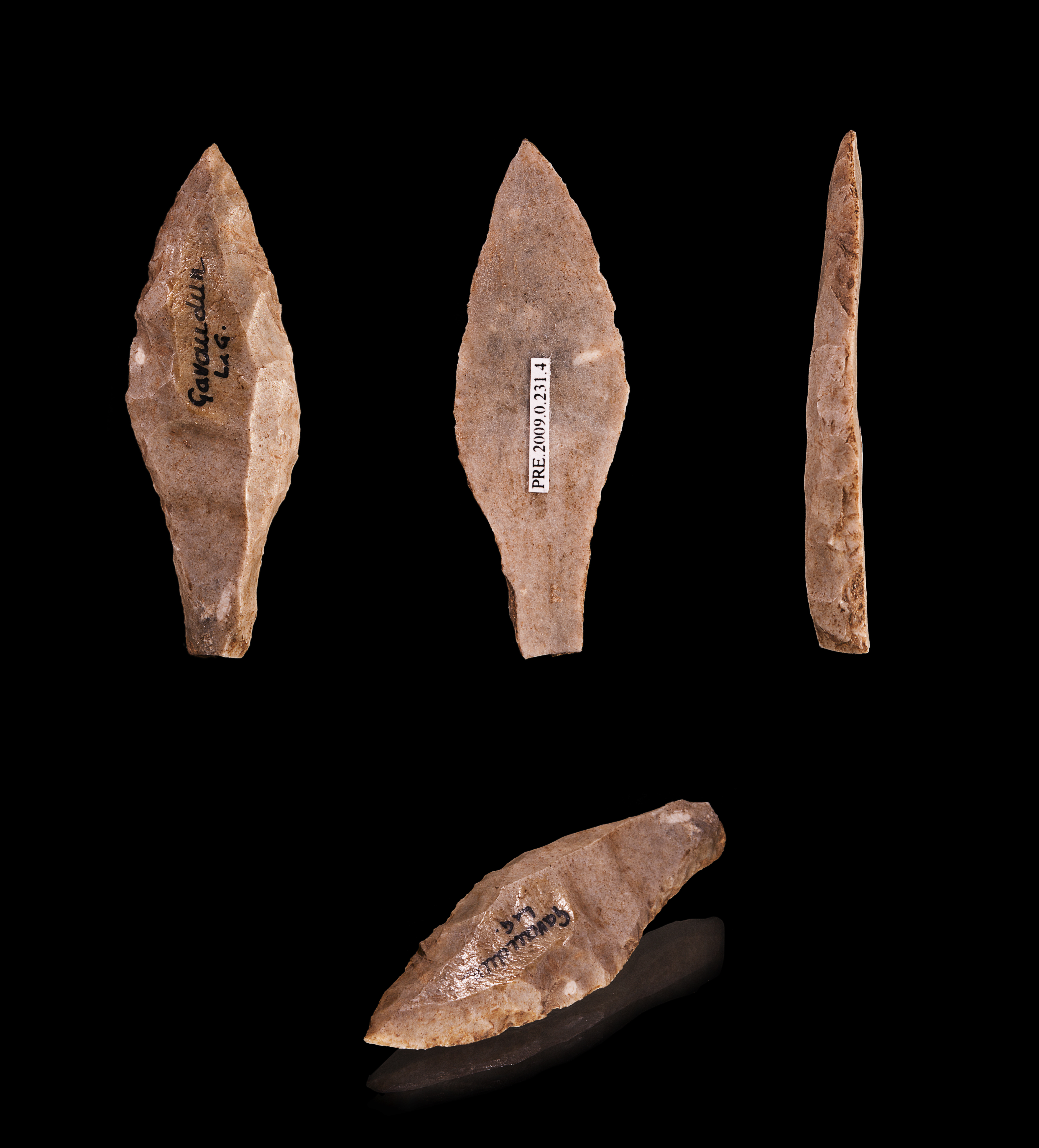
Pfeilspitzen aus dem Gravettien
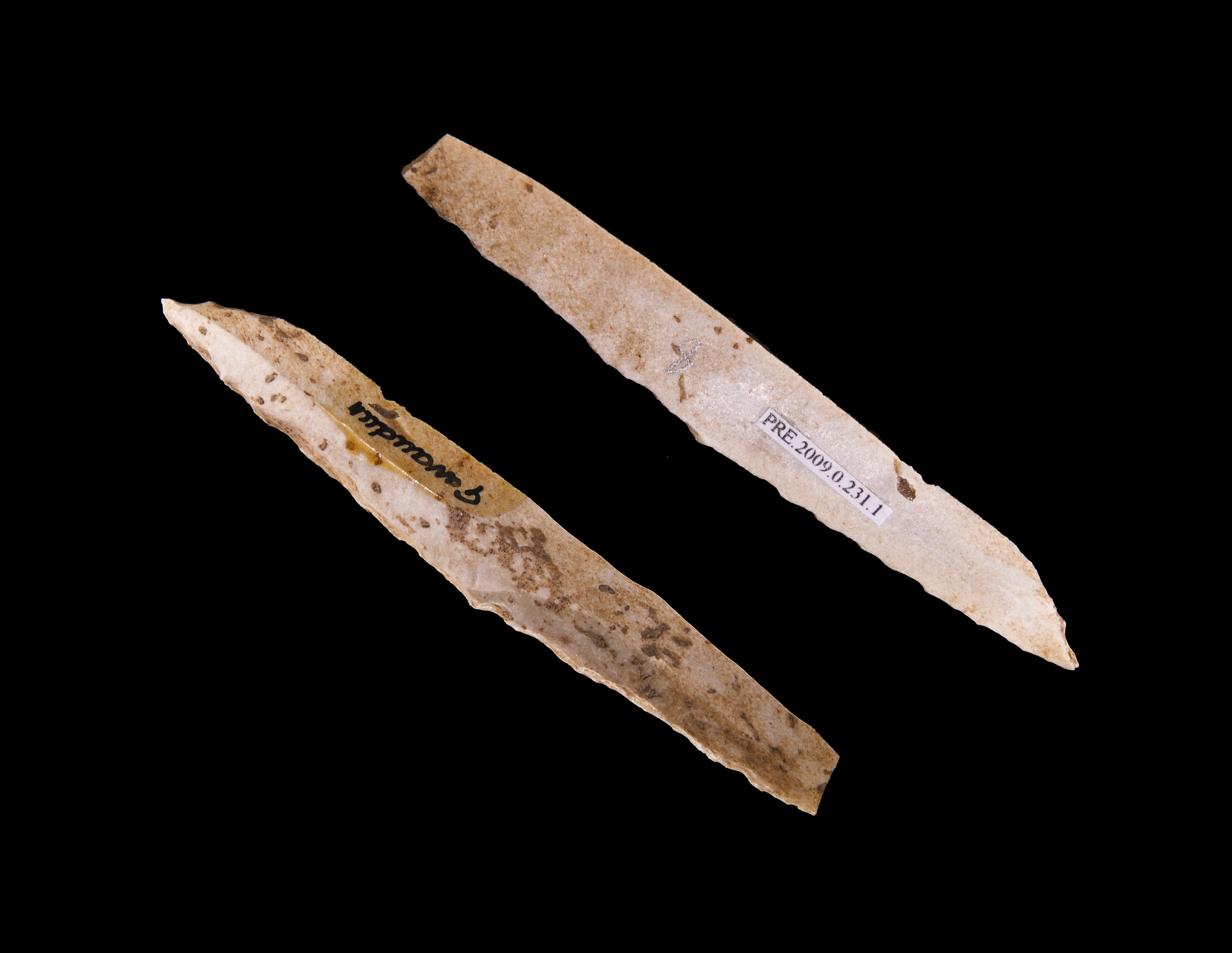
Mikrolithe aus dem Aurignacien
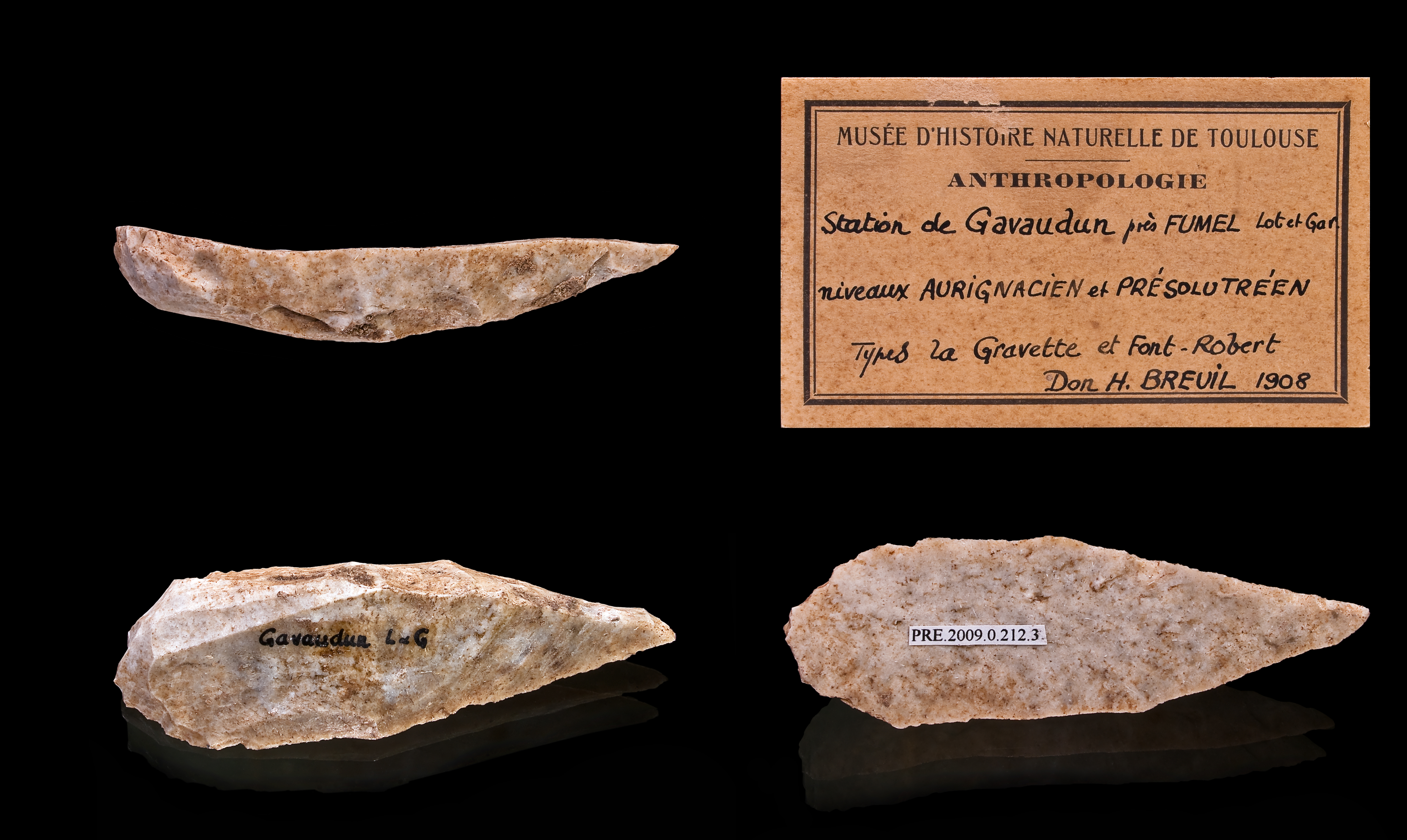
Kratzer aus dem Aurignacien

## Einwohnerentwicklung
Nach Beginn der Aufzeichnungen stieg die Einwohnerzahl bis zur Mitte des 19. Jahrhunderts auf einen Höchststand von rund 1090. In der Folgezeit sank die Größe der Gemeinde bei kurzen Erholungsphasen bis zu den 1970er Jahren auf rund 255 Einwohner, bevor sich die Größe auf ein Niveau von rund 290 Einwohnern stabilisierte, das in jüngster Zeit jedoch wieder stagnierte.
| Jahr      | 1962 | 1968 | 1975 | 1982 | 1990 | 1999 | 2006 | 2011 | 2022 |
| --------- | ---- | ---- | ---- | ---- | ---- | ---- | ---- | ---- | ---- |
| Einwohner | 320  | 276  | 256  | 269  | 287  | 316  | 286  | 299  | 304  |

## Sehenswürdigkeiten
- Pfarrkirche Saint-Sardos im Weiler Laurenque aus dem 12. Jahrhundert, als Monument historique klassifiziert
- Ruine des Priorats Saint-Sardos im Weiler Laurunque aus dem 15./16. Jahrhundert, teilweise als Monument historique eingeschrieben
- Ruine der Burg aus dem 13. Jahrhundert, als Monument historique klassifiziert
- Tal der Lède, Naturschutzgebiet seit 1999

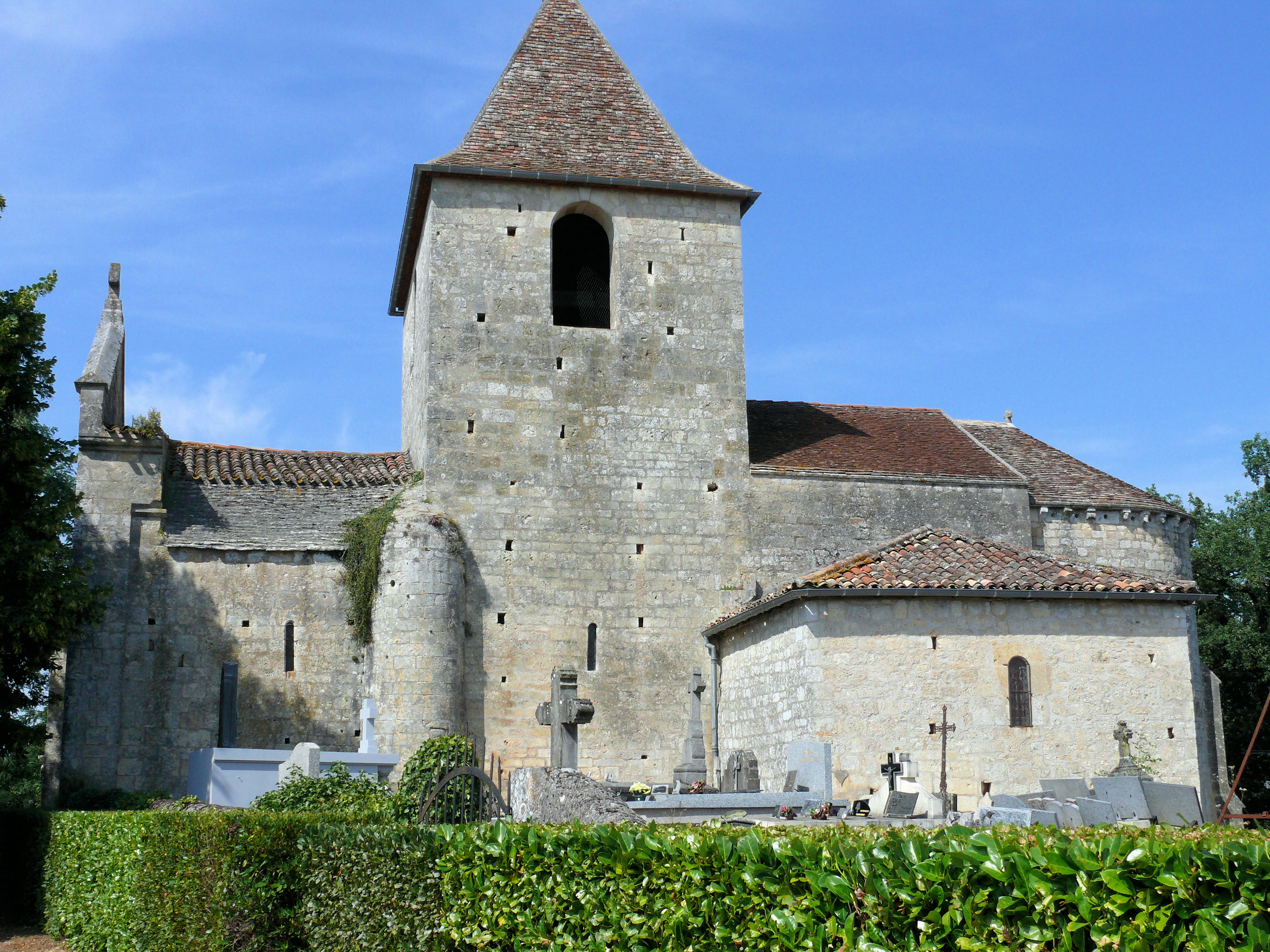
Pfarrkirche Saint-Sardos
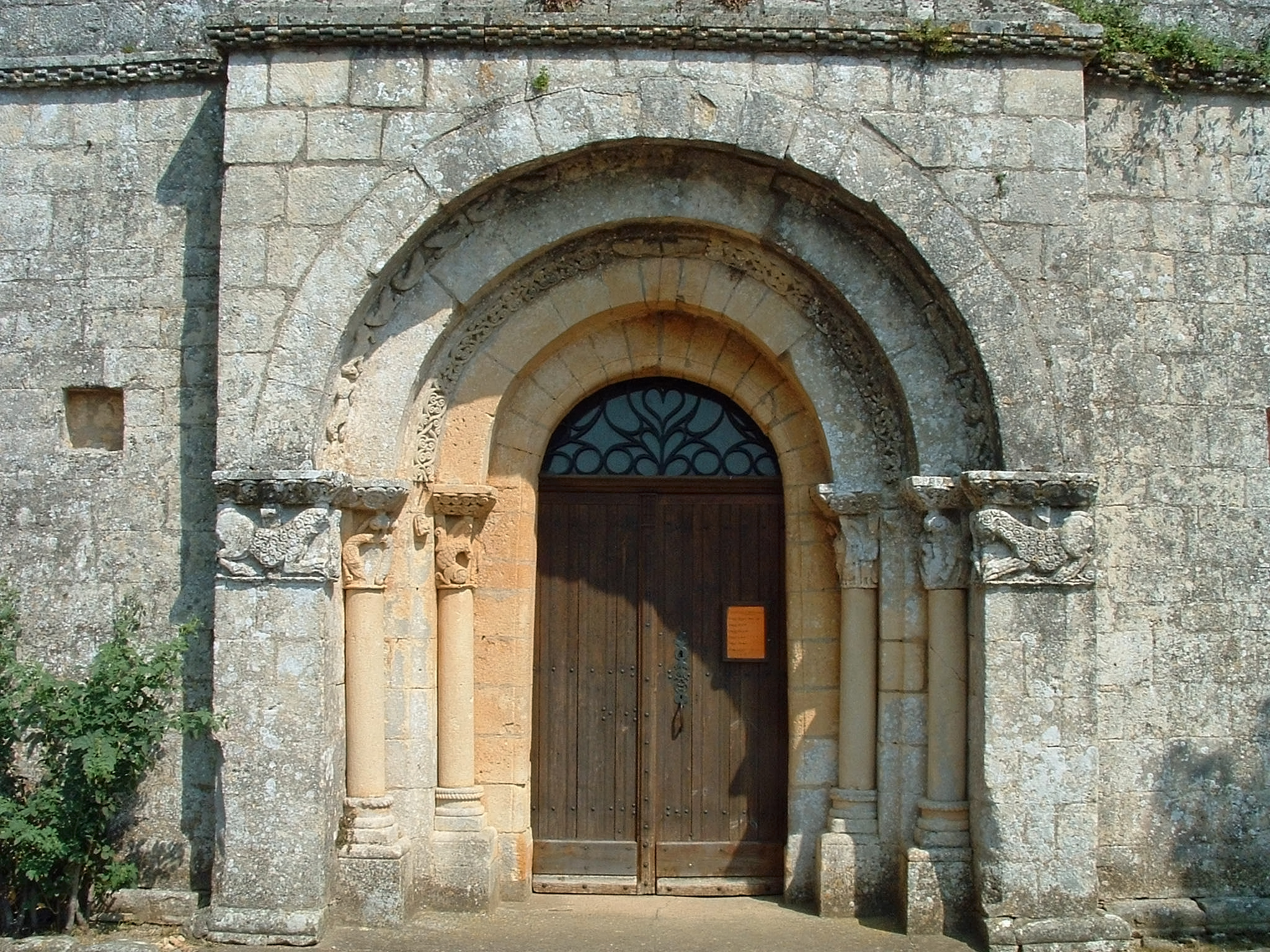
Romanisches Eingangsportal
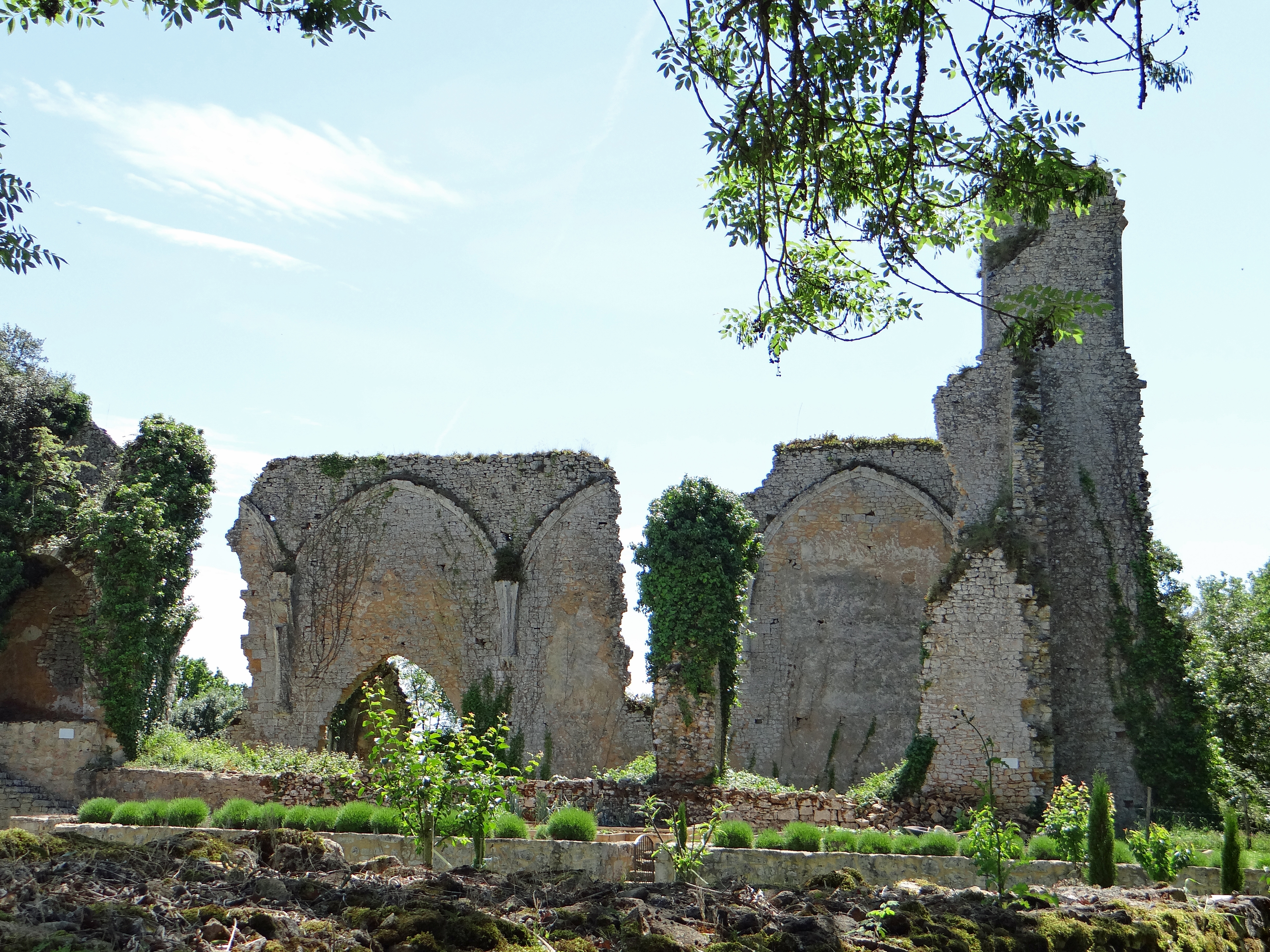
Ehemaliges Priorat
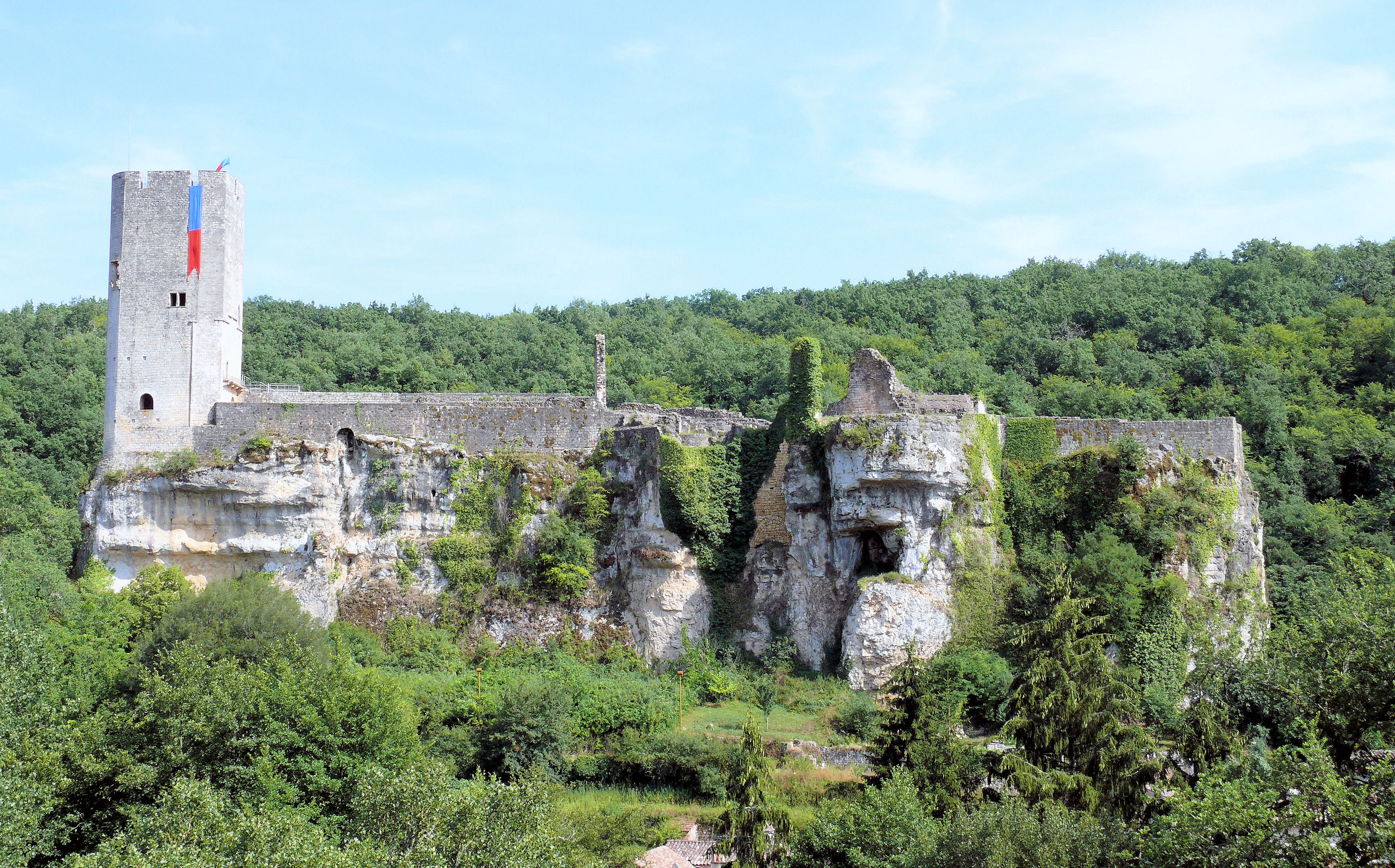
Burgruine

## Wirtschaft und Infrastruktur
Handel und Dienstleistungen sind die wichtigsten Wirtschaftsfaktoren der Gemeinde.

### Bildung
Die Gemeinde verfügt über eine öffentliche Vor- und Grundschule mit 49 Schülerinnen und Schülern im Schuljahr 2018/2019.

### Verkehr
Gavaudun ist erreichbar über die Routes départementales 150, 162, 235 und 255.